# Веслі (Айова)
Веслі (англ. Wesley) — місто (англ. city) в США, в окрузі Кошут штату Айова. Населення — 391 особа (2020).

## Географія
Веслі розташоване за координатами 43°5′19″ пн. ш. 93°59′37″ зх. д. / 43.08861° пн. ш. 93.99361° зх. д. (43.088672, -93.993686).  За даними Бюро перепису населення США в 2010 році місто мало площу 1,49 км², уся площа — суходіл. В 2017 році площа становила 1,61 км², уся площа — суходіл.

## Демографія
Згідно з переписом 2010 року, у місті мешкало 390 осіб у 171 домогосподарстві у складі 110 родин. Густота населення становила 261 особа/км².  Було 197 помешкань (132/км²).
Расовий склад населення:
| - 99,5 % — білих - 0,3 % — азіатів |

До двох чи більше рас належало 0,3 %. Частка іспаномовних становила 2,3 % від усіх жителів.
За віковим діапазоном населення розподілялося таким чином: 22,8 % — особи молодші 18 років, 55,7 % — особи у віці 18—64 років, 21,5 % — особи у віці 65 років та старші. Медіана віку мешканця становила 42,4 року. На 100 осіб жіночої статі у місті припадало 109,7 чоловіків;  на 100 жінок у віці від 18 років та старших — 102,0 чоловіків також старших 18 років.
Середній дохід на одне домашнє господарство  становив 62 997 доларів США (медіана — 46 750), а середній дохід на одну сім'ю — 70 942 долари (медіана — 59 583). За межею бідності перебувало 10,5 % осіб, у тому числі 15,2 % дітей у віці до 18 років та 7,3 % осіб у віці 65 років та старших.
Цивільне працевлаштоване населення становило 190 осіб. Основні галузі зайнятості: виробництво — 24,7 %, освіта, охорона здоров'я та соціальна допомога — 22,6 %, роздрібна торгівля — 11,6 %, мистецтво, розваги та відпочинок — 7,9 %.